# Gawłuszowice
Gawłuszowice est une localité polonaise, siège de la gmina de Gawłuszowice, située dans le powiat de Mielec en voïvodie des Basses-Carpates.